# 福井直俊
福井 直俊（ふくい なおとし、1904年2月15日 - 2001年4月2日）は、日本のピアニスト。富山県上市町出身。学校法人武蔵野音楽学園名誉学園長、元東京芸術大学学長。勲二等旭日重光章（1974年に受章）。

## 略歴
武蔵野音楽大学創立者・福井直秋の長男として生まれる。弟に武蔵野音楽大学学長を務めた福井直弘、妹にピアニストの若尾輝子がいる。
東京音楽学校研究科を卒業。萩原英一、レオニード・コハンスキに師事。1930年、ベルリンに渡りアルトゥル・シュナーベルに師事。帰国後、新交響楽団（現：NHK交響楽団）との共演や、「ベートーベン：ソナタ・アルバム」などの校訂に携わる。
武蔵野音楽大学教授を経て、東京芸術大学音楽学部の教授に就任。1963年、同学部長に就任。1964年、学校法人武蔵野音楽学園の理事長に就任。1969年12月21日、東京芸術大学学長に就任。1979年12月20日まで学長職に在職。1980年に退官し、東京芸術大学名誉教授に就任。この間、ユネスコ・アジア文化センター理事長も務めた。
2001年4月2日午後9時、老衰のため東京都の自宅で死去。97歳没。

## 家族・親族[4]
- 父：福井直秋 - 武蔵野音楽大学初代学長（創立者）
- 母：みつの（旧姓 大石）
- 弟：福井直弘 - 東京音楽学校卒、学校法人武蔵野音楽学園理事長、武蔵野音楽大学学長を歴任
  - 姪：杉本脩子（旧姓 高橋） - 武蔵野音楽大学中退、ジュネーヴ音楽院卒、前夫・高橋誠を肝臓がんで亡くしたことをきっかけとして遺族支援活動に携わり、全国自死遺族総合支援センターの代表を務める
- 妹：若尾輝子 - 東京音楽学校卒、武蔵野音楽大学名誉教授
- 妻：春子（旧姓 今井田）
- 長男：直敬 - 武蔵野音楽大学卒、ベルリン音楽大学卒、学校法人武蔵野音楽学園学長
  - 長男の妻：八千代 - 東京藝術大学卒、安西正夫の二女
    - 孫：淳子 - 学習院大学文学部卒、同大学大学院人文科学研究科博士前期課程修了、後期博士課程単位取得退学
    - 孫：直昭 - 慶應義塾幼稚舎・普通部・高等学校・大学経済学部卒、武蔵野音楽大学大学院修士課程修了、学校法人武蔵野音楽学園学長
- 二男：直祥 - 慶應義塾大学経済学部卒、元日本航空勤務
  - 二男の妻：紀子 - 武蔵野音楽大学卒、古澤潤一の二女
- 三男：直矩 - 慶應義塾大学経済学部卒、元昭和電工勤務
  - 三男の妻：郁代 - 白百合女子大学卒、石川留巳之の長女
- 四男：直静 - 慶應義塾大学工学部卒、慶應義塾大学大学院工学研究科博士課程修了、同大学元教授
- 長女：朝子 - 武蔵野音楽大学卒
  - 長女の夫：金子靖 - 慶應義塾大学経済学部卒、元十条製紙勤務、金子鋭の長男
- 二女：靖子 - 慶應義塾大学法学部卒
  - 二女の夫：岡本多計彦 - 慶應義塾大学法学部卒、オカモト元代表取締役社長
    - 孫：岡本邦彦 - 慶應義塾大学商学部卒、オカモト代表取締役副社長